# Pseudorhipsalis amazonica subsp. chocoensis
A Pseudorhipsalis amazonica subsp. chocoensis egy nemrégen elkülönített epifita kaktusz, mely szűk területen, perhumid trópusi esőerdőkben elterjedt.

## Elterjedése és élőhelye
Kolumbia: Chocó; 20-280 (-900) m tengerszint feletti magasságban trópusi esőerdőkben, ahol az éves csapadékmennyiség eléri a 7000–8000 mm-t.

## Jellemzői
Az alapfajjal szemben sima felületű a pericarpiuma. Virágai kékes-ciklámenszínűek, kiálló dorzális éllel, a belső szirmok kékesek vagy fehérek.